# 大夫营子乡
大夫营子乡，是中华人民共和国内蒙古自治区赤峰市松山区下辖的一个乡镇级行政单位。

## 行政区划
大夫营子乡下辖以下地区：
娘娘庙村、曹家沟村、蔡家沟村、喇嘛台沟村、庆昌德村、七家村、大夫营子村、崔家营子村、顾家营子村、牟家营子村、东山村、上窝铺村、大杖房村、大河西村、小杖房村、北大营子村、大碾子村、马连川村、张家营子村、涝泡子村和宋家店村。